# Estońska Formuła 3 Sezon 1973
1973 – szósty sezon Estońskiej Formuły 3. Składał się z dwóch eliminacji na torach Pirita-Kose-Kloostrimetsa i Vana-Võidu. Mistrzem został Otomar Õunas (ASK).

## Kalendarz wyścigów
| Runda | Data     | Tor        | Pole position | Najszybsze okrążenie | Zwycięzca (kierowcy) | Zwycięzca (zespoły) |
| ----- | -------- | ---------- | ------------- | -------------------- | -------------------- | ------------------- |
| 1     | 7 lipca  | Tallinn    | ?             | Michaił Lwow         | Michaił Lwow         | Zenit Ufa           |
| 2     | 15 lipca | Vana-Võidu | ?             | ?                    | Enn Griffel          | Kalev Tallinn       |

## Klasyfikacja kierowców
| Legenda oznaczeń w tabelach wyników Wyświetl szablon na nowej stronie | Legenda oznaczeń w tabelach wyników Wyświetl szablon na nowej stronie                                                                     |
| Oznaczenie                                                            | Wyjaśnienie |
| --------------------------------------------------------------------- | --- |
| Złoty                                                                 | Zwycięzca lub mistrzostwo |
| Srebrny                                                               | 2. miejsce lub wicemistrzostwo |
| Brązowy                                                               | 3. miejsce lub II wicemistrzostwo |
| Zielony                                                               | Ukończył, punktował (w klasyfikacji generalnej, gdy zdobył co najmniej jeden punkt na przestrzeni sezonu, poza trzema powyższymi opcjami) |
| Niebieski                                                             | Ukończył, nie punktował (w klasyfikacji generalnej, gdy nie zdobył co najmniej jednego punktu na przestrzeni sezonu)                      |
| Czerwony                                                              | Nie zakwalifikował się (NZ) |
| Czerwony                                                              | Nie prekwalifikował się (NPK) |
| Różowy                                                                | Nie ukończył (NU) |
| Różowy                                                                | Niesklasyfikowany (NS) (w klasyfikacji generalnej, gdy nie został sklasyfikowany w żadnym wyścigu sezonu)                                 |
| Czarny                                                                | Zdyskwalifikowany (DK) |
| Czarny                                                                | Wykluczony (WYK/EX) |
| Biały                                                                 | Nie wystartował (NW) |
| Biały                                                                 | Kontuzjowany (K/INJ) |
| Biały                                                                 | Wyścig odwołany (OD/C) |
| Bez koloru                                                            | Został wycofany (WYC/WD) |
| Bez koloru                                                            | Nie przybył (NP/DNA) |
| Bez koloru                                                            | Nie brał udziału w treningach (NT/DNP) |
| Bez koloru                                                            | Nie został zgłoszony (–) |
| Pogrubienie                                                           | Start z pole position |
| Kursywa                                                               | Najszybsze okrążenie wyścigu |
| †                                                                     | Nie ukończył, ale jego rezultat został zaliczony ze względu na przejechanie więcej niż 90% dystansu wyścigu.                              |
| *                                                                     | Sezon w trakcie |
| 1/2/3                                                                 | Punktowana pozycja w sprincie kwalifikacyjnym                                                                                             |
| Lista systemów punktacji Formuły 1                                    | |

| Poz.                                          | Kierowca             | Zespół             | TAL | VAN | Punkty |
| --------------------------------------------- | -------------------- | ------------------ | --- | --- | ------ |
| 1                                             | Otomar Õunas         | Kalev Tallinn      | 4   | 2   | 27     |
| 2                                             | Valter Kaarneem      | Kalev Tallinn      | 9   | 3   | 20     |
| 3                                             | Heido Karu           | Kalev Tallinn      | 6   | 4   | 20     |
| NS                                            | Rein Megel           | DOSAAF Tallinn     | NU  | -   | 0      |
| Kierowcy niedopuszczeni do zdobywania punktów |                      |                    |     |     |        |
| NS                                            | Michaił Lwow         | Zenit Ufa          | 1   | -   | 0      |
| NS                                            | Enn Griffel          | Kalev Tallinn      | -   | 1   | 0      |
| NS                                            | Raido Rüütel         | Kalev Tallinn      | 2   | -   | 0      |
| NS                                            | Władimir Gienierałow | Spartak Leningrad  | 3   | -   | 0      |
| NS                                            | Peep Laansoo         | Kalev Tallinn      | 5   | -   | 0      |
| NS                                            | Jaan Küünemäe        | Kalev Kohtla-Järve | 7   | -   | 0      |
| NS                                            | Edgard Markowski     | Zenit Ufa          | 8   | -   | 0      |
| NS                                            | Nikołaj Riabinin     | Kijów              | 10  | -   | 0      |
| NS                                            | Anatolij Sawwin      | Zenit Ufa          | 11  | -   | 0      |
| NS                                            | Arkadij Bergstein    | DOSAAF Ryga        | 12  | -   | 0      |
| NS                                            | Stanisław Fomiczew   | Zenit Ufa          | 13  | -   | 0      |
| NS                                            | Madis Laiv           | Kalev Tallinn      | NU  | -   | 0      |
| NS                                            | Walerij Grekow       | DOSAAF Tallinn     | NU  | -   | 0      |
| NS                                            | Michaił Kuzmin       | Spartak Leningrad  | NU  | -   | 0      |
| NS                                            | Oleg Daniłow         | Spartak Leningrad  | NU  | -   | 0      |